# Lúcio Cesênio Antonino
Lúcio Cesênio Antonino (em latim: Lucius Caesennius Antoninus; c. 95–depois de 128) foi um aristocrata romano da gente Cesênia. Ele foi cônsul sufecto para o nundínio de fevereiro e março de 128 juntamente com Marco Ânio Libão.
Sua ancestralidade é incerta. Ronald Syme afirmou que é possível que ele seja filho de Lúcio Cesênio Sospes, cônsul em 114, mas, em uma nota de rodapé, o próprio Syme admite que Antonino pode ser também neto do irmão dele, Lúcio Júnio Cesênio Peto, cônsul em 79.